# Estadio Municipal de La Cisterna
El Estadio Municipal de La Cisterna es un estadio de fútbol ubicado en la comuna homónima de la ciudad de Santiago, Chile. Su propietario es la Ilustre Municipalidad de La Cisterna y el equipo que oficia de local en el recinto es Palestino por contrato de comodato, que compite actualmente en la Primera División de Chile.

## Historia
El proyecto para construir un estadio municipal en La Cisterna se remonta a 1966, cuando se anunciaba la creación de un recinto para albergar a más de 30 000 espectadores en la Carretera Panamericana a la altura del paradero 21 de Gran Avenida.
Este recinto deportivo fue construido a comienzos de la década de 1980, durante la dictadura militar de Augusto Pinochet, utilizando mano de obra del Programa de Empleo Mínimo y del Programa de Ocupación para Jefes de Hogar, ambos programas destinados a combatir el alto desempleo que afectó a Chile, como consecuencia de la crisis económica de 1982.
Fue inaugurado el 22 de septiembre de 1988 por el entonces alcalde de La Cisterna, Iván Moreira, con un partido amistoso disputado ante 12 000 espectadores por Palestino y Puebla de México, el cual finalizó 3:1 a favor del club mexicano.
Formalmente, el recinto tiene capacidad para recibir a 12 000 espectadores y la mayor cantidad de asistentes registrados en un partido oficial fue de 11 680 espectadores. Sin embargo, debido a sus precarias instalaciones, y conforme a las directrices del programa Estadio Seguro, actualmente no se autoriza un aforo mayor al de 6 000 espectadores. Este estadio es uno de los más pobres en sistema de seguridad e infraestructura del fútbol chileno, siendo tradicionalmente catalogado como un estadio de «clase C» por Estadio Seguro.
Debido a la escasa seguridad de sus instalaciones, tradicionalmente Palestino ha tenido que disputar sus partidos de local contra equipos de mayor convocatoria (Colo-Colo, Universidad de Chile y Universidad Católica) en estadios que cuentan con mejores condiciones y mayor capacidad, como lo son el Estadio Nacional o el Estadio Santa Laura. Aun así, a partir de ciertas reformas implementadas por el club local, el recinto municipal ha vuelto a recibir algunos partidos de alta convocatoria.

## Renovación
A mediados de 2016 el Club Deportivo Palestino tenía planificada una reconstrucción total del estadio, la cual incluiría iluminación artificial para poder recibir partidos nocturnos, tribunas techadas, nuevos accesos y una capacidad para 8000 espectadores.
Durante el tiempo en que el estadio se encuentre cerrado, Palestino tiene pensado disputar sus partidos como local en el Estadio Santa Laura o en el Estadio Monumental. Se estima que tras ser aprobado el proyecto en la Municipalidad de La Cisterna (propietaria del recinto), los trabajos comiencen a mediados de 2018.
En julio de 2018 se ejecutaron un par de remodelaciones para que Palestino pueda recibir a Universidad Católica en el estadio en partidos oficiales, como una mejora en los accesos para separar a ambas barras y la instalación de un nuevo marcador electrónico en la Galería Sur.
El 16 de abril de 2020 fueron presentadas mejoras menores hechas al estadio: se instalaron butacas y con ello su capacidad disminuyó a 6 000 espectadores.

## Accesos
El estadio se encuentra ubicado en la comuna de La Cisterna, en Avenida El Parrón 0999, en intersección con Avenida José Joaquín Prieto, a la altura del paradero 21 de Gran Avenida. Por el costado oriente también es posible acceder por la Avenida Fernández Albano. 
En julio de 2018 se inauguró un nuevo acceso por Avenida El Parrón exclusivo para el sector de galería.
La estación del Metro de Santiago más cercana al recinto es El Parrón, perteneciente a la Línea 2, ubicada a unos 1300 metros de la entrada al complejo. También se puede acceder desde la estación Lo Espejo del servicio de trenes Nos-Estación Central, ubicada a 1500 metros del recinto.
Los recorridos de la red de Transantiago que llegan al recinto de forma directa son el bus alimentador G12 y los troncales 302 y 329, que pasan por Avenida José Joaquín Prieto y El Parrón, respectivamente.

## Galería

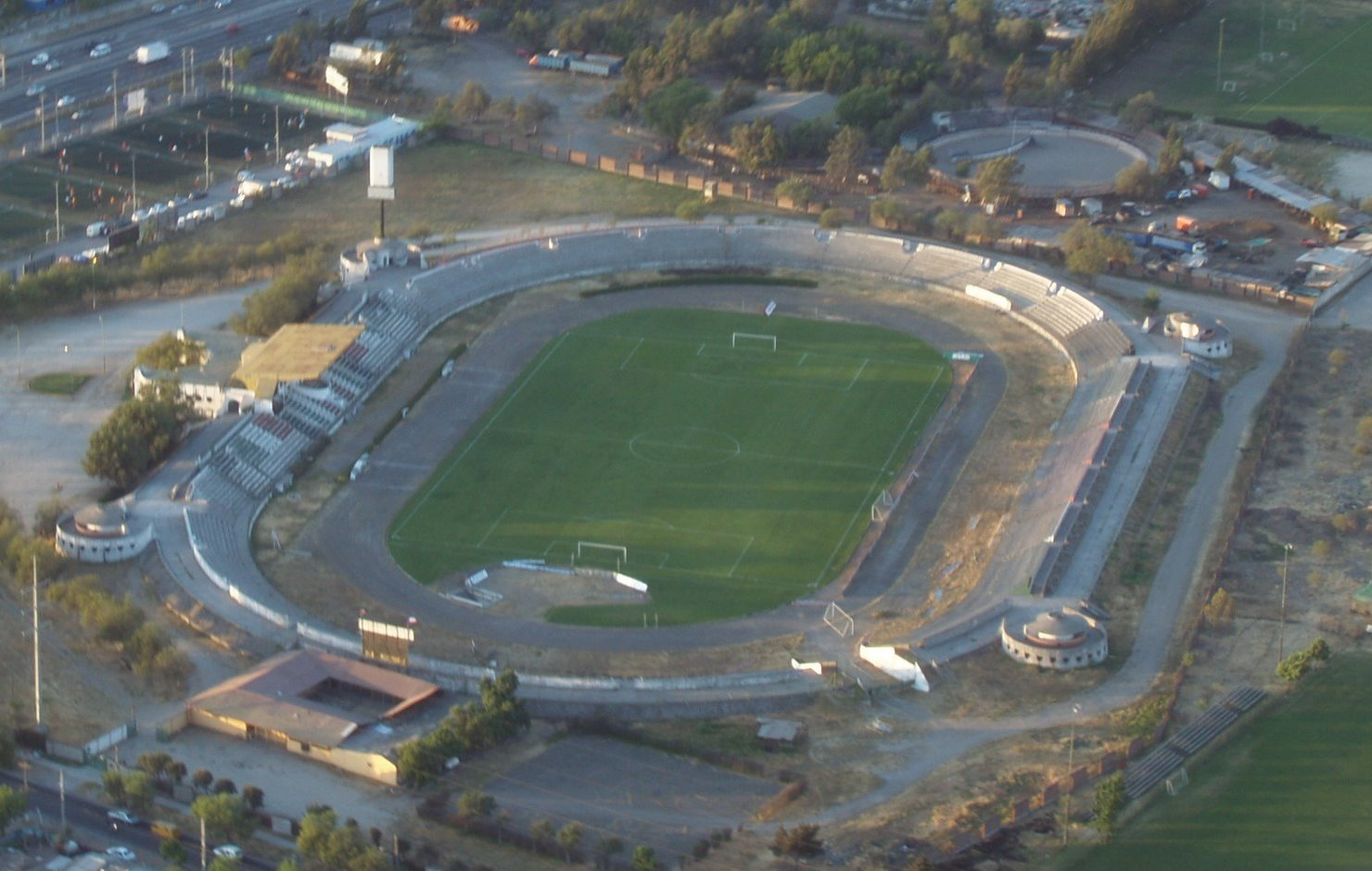
Vista aérea del estadio
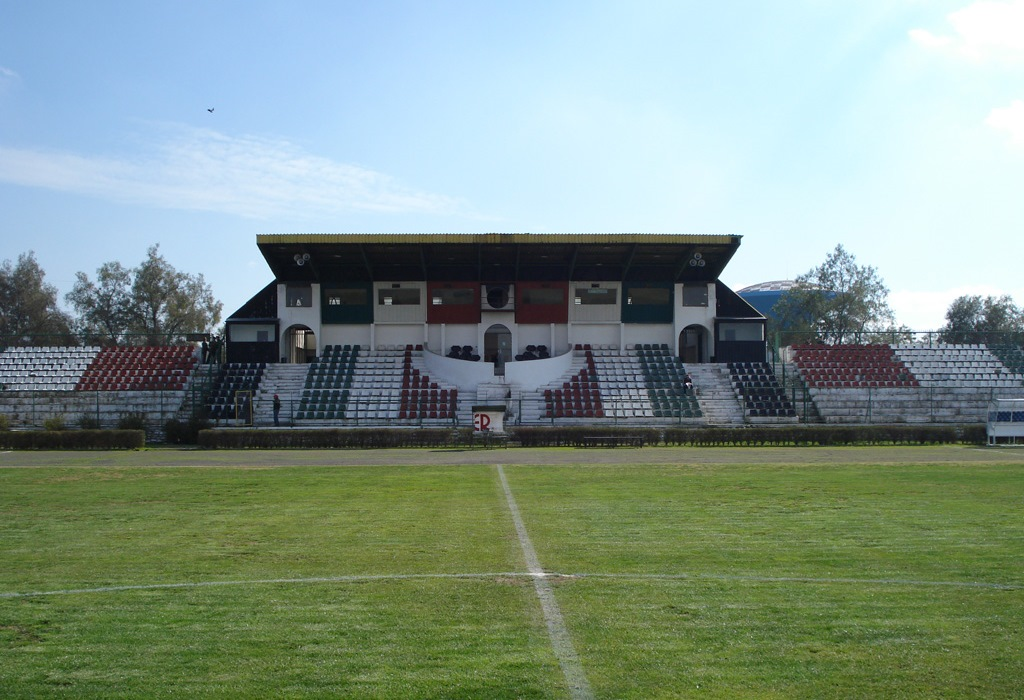
Tribuna Preferencial (Oeste)
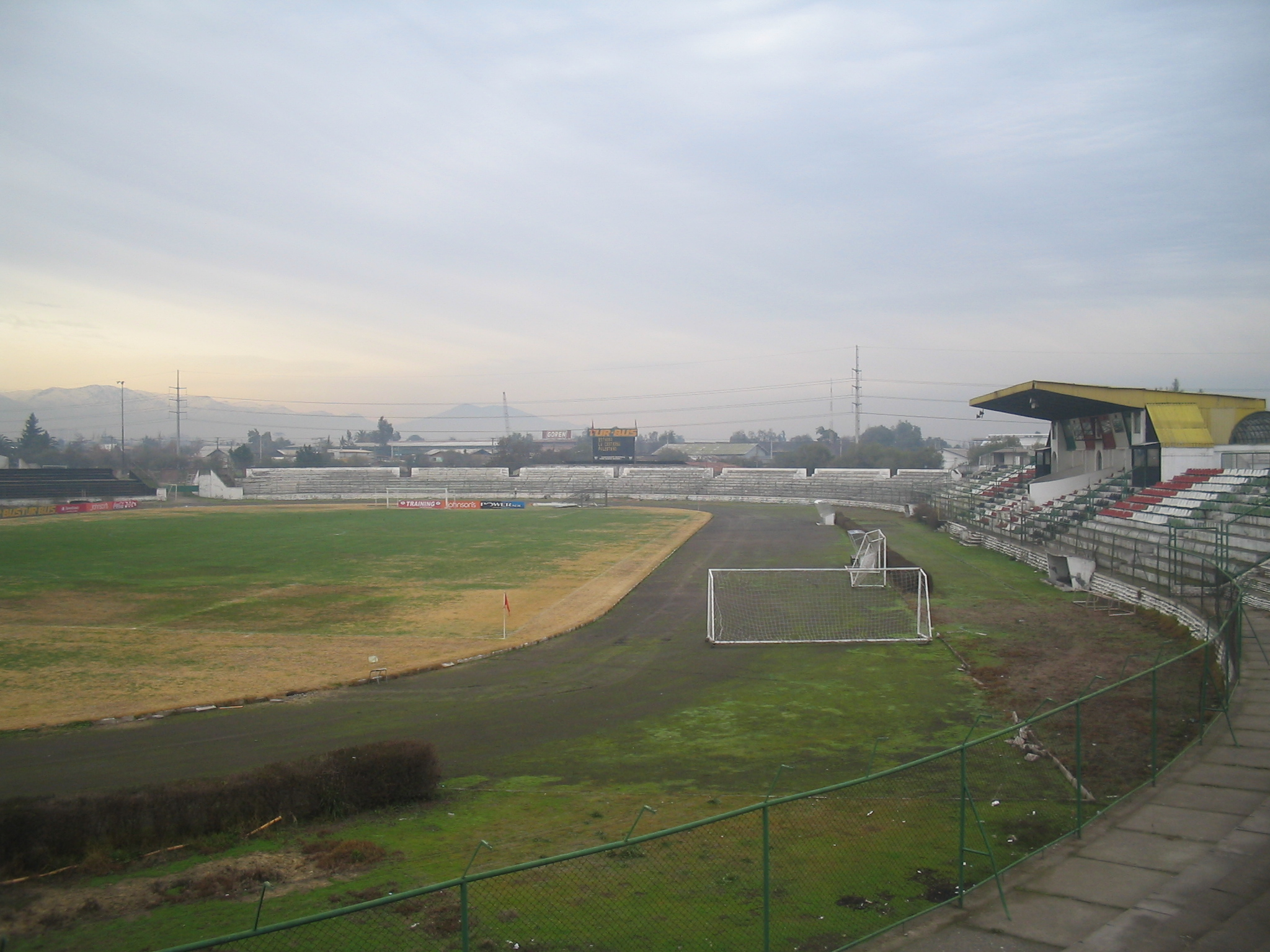
Vista hacia la Tribuna Preferencial y la Galería Sur